# Nunatak Valun
Nunatak Valun är en nunatak i Antarktis. Den ligger i Östantarktis. Australien gör anspråk på området. Toppen på Nunatak Valun är 1 552 meter över havet.
Terrängen runt Nunatak Valun är huvudsakligen platt, men norrut är den kuperad. Trakten är obefolkad. Det finns inga samhällen i närheten.